# Панаба
Панаба́ (исп. Panabá) — малый город в Мексике, штат Юкатан, входит в состав одноимённого муниципалитета и является его административным центром. Численность населения, по данным переписи 2010 года, составила 5232 человека.

## Общие сведения
Название Panabá с майянского языка можно перевести как вода, которую откапали, где: Panab — копать и Ha (A) — вода.
Поселение было основано в доиспанский период, о чём свидетельствуют руины древних построек майя, а первое упоминание относится к 1700 году, когда оно стало энкомьендой.

## Фотографии
- Церковь Святого Петра
- Стелла на въезде в городок